# Partit Liberal (Uruguai)
El Partit Liberal, abreujat PL, és un partit polític de l'Uruguai. Es va crear el 2002 i la seva ideologia és el liberalisme.
El partit considera que l'auge econòmic de l'Uruguai de finals del segle xix va ser conseqüència de l'aplicació de polítiques basades en les idees liberals, i que l'abandó de les mateixes per part dels successius governs a partir del període batllista és el que ha determinat el procés de deterioració social i econòmica que el país sofreix des de 1955.
En les eleccions presidencials del 2004, el PL en va obtenir un suport del 0,07% dels votants. El 2009 va decidir no presentar-se a les eleccions ni donar suport a cap partit polític.